# Marele jaf din 1959 la Banca Națională
Pe 28 iulie 1959, șase persoane mascate și înarmate au jefuit o mașină a Băncii de Stat a Republicii Populare Române, în care se aflau 1.686.000 de lei.

## Desfășurarea anchetei
După două luni de anchetă fără precedent, implicând mii de interogatorii și omorârea în bătaie a cel puțin unei persoane, casierul de bancă Gogan, Securitatea arestează șase persoane pe care le acuză de comiterea loviturii: frații Alexandru și Paul Ioanid (născuți Leibovici), soții Monica și Igor Sevianu, Sașa Mușat (născut Glanstein) și Haralambie (Harry) Obodeanu. Surpriza este totală, pentru că suspecții, foști ilegaliști de origine evreiască, aveau legături importante în cercurile puterii și ale Securității. Alexandru Ioanid, colonel de Miliție, fusese căsătorit cu sora Marthei Cziko, soția ministrului de Interne Alexandru Drăghici. Ancheta este încredințată serviciului condus de colonelul de securitate Gheorghe Enoiu, care reușește prin tortură să-i facă pe cei șase să-și mărturisească vinovăția.

## Filmul Reconstituirea
După anchetă, Securitatea a regizat un film al faptelor, intitulat Reconstituirea, obligându-i pe cei șase acuzați să-și joace propriile roluri și să-și recunoască vinovăția în fața camerelor de filmare. Pelicula, în regia lui Virgil Calotescu, a fost destinată doar uzului intern al nomenclaturii comuniste.
Pornind chiar de la acest film, s-au realizat două documentare: Reconstruction de Irene Lusztig, din 2001, și Marele jaf comunist, de Alexandru Solomon, apărut în 2004. Gheorghe Enoiu, intervievat în filmul lui Solomon, afirmă despre Reconstituirea că „scenariul a fost scris chiar de mine”, și neagă că asupra celor șase suspecți s-ar fi exercitat vreo constrângere fizică. Afirmațiile lui sunt întărite pe peliculă și de subordonatul său, anchetatorul Gheorghe Blidaru. 
Procesul celor șase s-a desfășurat între 20 și 22 noiembrie 1959 și a fost filmat de autorități. A fost un proces tipic anilor '50, în care inculpații au recunoscut toate faptele de care au fost acuzați. Cei cinci bărbați au fost condamnați la moarte și executați, iar Monica Sevianu la muncă silnică pe viață, ținându-se cont că era mamă a doi copii.